# Condado de San Diego
O condado de San Diego (em inglês:  San Diego County) é um dos 58 condados do estado estadunidense da Califórnia, localizado próximo ao Oceano Pacífico. É o condado localizado mais ao sudoeste do país dentre os 48 estados contíguos. Foi fundado em 1850. A sede e cidade mais populosa do condado é San Diego.
O condado de San Diego contém a região metropolitana de San Diego que faz parte da área metropolitana de San Diego-Tijuana, uma área com mais de 5 milhões de habitantes e a maior binacional área metropolitana compartilhada entre os Estados Unidos e o México. O condado também faz parte da Região da Fronteira no Sul da Califórnia, também conhecida como região San Diego-Imperial - a menor região, porém a economicamente mais diversa do estado.
Faz fronteira com a cidade de Tijuana no norte mexicano. Fica ao sul do condado de Orange e do condado de Riverside, e a oeste do condado de Imperial. Possui quilômetros de praias, um suave clima mediterrânico a semiárido e 16 instalações militares que servem a Marinha, a Guarda Costeira e o Corpo de Fuzileiros Navais dos Estados Unidos.
Com quase 3,3 milhões de habitantes, de acordo com o censo nacional de 2020, é o segundo condado mais populoso do estado, atrás do Condado de Los Angeles, e o quinto mais populoso do país. Pouco mais de 8% da população da Califórnia vive no Condado de San Diego.

## História
A área que é hoje o Condado de San Diego foi habitada por mais de 10 mil anos por índios Kumeyaay (também chamado Diegueño), Luiseño, Cupeño e Cahuilla.
A colonização europeia na região atual do Condado de San Diego começou com a fundação da Missão de San Diego de Alcalá pelos espanhóis em 1769. O condado foi parte da Alta California sob o Vice-Reino da Nova Espanha até a revolução mexicana. De 1821 até 1848 a área fazia parte do México.
O Condado de San Diego se tornou parte dos Estados Unidos como resultado do Tratado de Guadalupe Hidalgo, em 1848, terminando a Guerra Mexicano-Americana. Este tratado designava a nova fronteira que se encerrava em um ponto na costa do Oceano Pacífico, resultando na extremidade sul da Baía de San Diego, garantindo assim que os Estados Unidos recebessem um porto natural.
O condado foi incorporado em 1850 como um dos 27 condados originais da Califórnia. Foi nomeado em homenagem à Baía de San Diego, que tinha sido rebatizada em 1602 por Sebastián Vizcaíno, em honra do Santo franciscano Diogo de Alcalá, em espanhol conhecido como San Diego de Alcalá de Henares.
Conforme criado originalmente em 1850, o Condado de San Diego era muito grande e incluía a maior parte do sudeste da Califórnia e do leste do Condado de Los Angeles. Sendo assim, incluía as principais áreas do que são agora os Condados de Inyo, San Bernardino, Riverside e Imperial.
O final do século XIX testemunhou inúmeros realinhamentos nas fronteiras do condado. As mudanças mais recentes foram a criação do Condado de Riverside, em 1893, e do Condado de Imperial, em 1907.

## Geografia
De acordo com o Departamento do Censo dos Estados Unidos, o condado possui uma área de 11 721,8 km², dos quais 10 904,5 km² estão cobertos por terra e 817,3 km² (7,0%) por água.
O condado de San Diego possui uma topografia variada. O seu lado oeste possui uma extensão de 110 km ao longo da costa do Oceano Pacífico. A região entre a costa e as Montanhas Laguna é composta por montanhas, mesas e vales. Montanhas cobertas de neve (no inverno) crescem em direção ao nordeste, com o Deserto de Sonora no extremo oeste. A Floresta Nacional Cleveland está espalhada na porção central do condado, enquanto o Parque Estadual do Deserto de Anza-Borrego ocupa a maior parte do nordeste.
O Norte do Condado de San Diego é conhecido localmente como "North County", sua definição geográfica exata varia, mas inclui os subúrbios do norte e, por vezes, alguns bairros ao norte da cidade de San Diego.
Os subúrbios localizados no leste do condado são conhecidos coletivamente como "East County". Os subúrbios do sul e a parte isolada do sul da cidade de San Diego, estendendo-se até à fronteira mexicana, são referidos coletivamente como "South Bay".

### Cordilheira, picos e montanhas
| - Cordilheiras Peninsular - Montanhas Cuyamaca - Montanhas In-Ko-Pah - Montanhas Jacumba | - Montanhas Laguna - Montanhas Palomar - Montanhas San Ysidro - Montanhas Volcan |

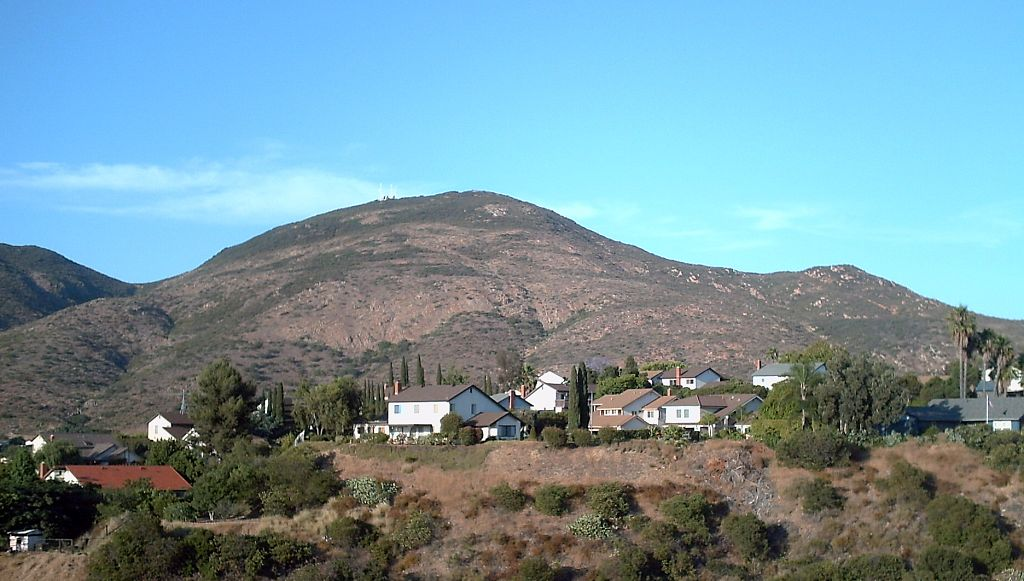
Montanha Cowles.

Há 236 topos e picos no Condado de San Diego, incluindo:
- Black Mountain
- Montanha Cowles (ponto mais alto da cidade de San Diego)
- Montanha Hot Springs (ponto mais alto do Condado de San Diego)
- Montanha Stonewall
- Monte Helix
- Monte Soledad
- Pico Cuyamaca (segundo ponto mais alto do Condado de San Diego)

### Lagos e reservatórios

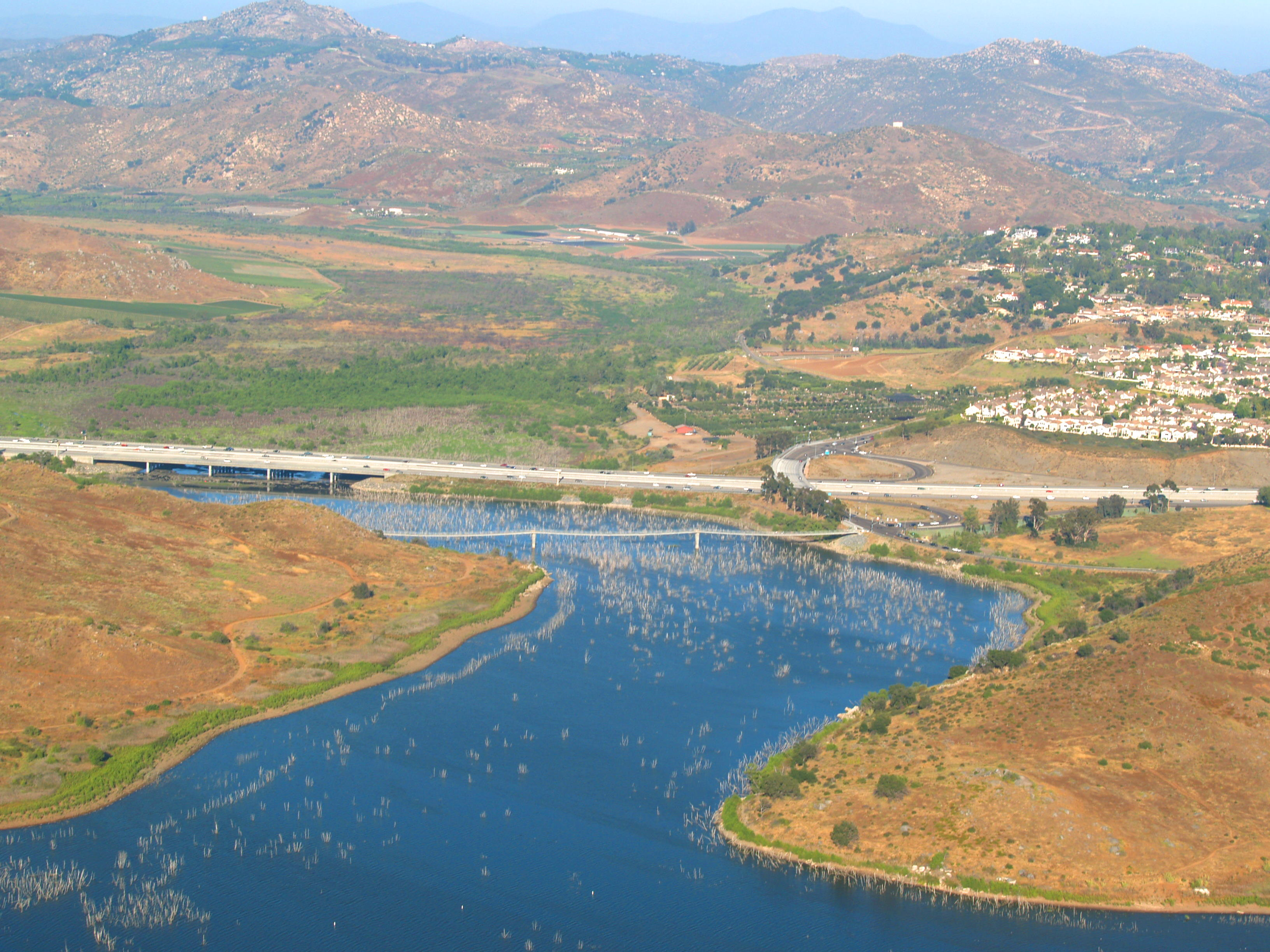
Lake Hodges.

- Lake Hodges
- Lake Murray
- El Capitan Reservoir
- San Vicente Reservoir

### Rios
- Rio San Diego
- Rio San Luis Rey
- Rio San Dieguito
- Rio Sweetwater
- Rio Otay
- Rio Tijuana

### Área Nacional protegida
- Floresta Nacional Cleveland (parte)
- Complexo Nacional do Refúgio da Vida Selvagem de San Diego,[6] o qual inclui várias áreas de refúgio individual de vida selvagem:
  - San Diego Bay National Wildlife Refuge
  - Sweetwater Marsh National Wildlife Refuge
  - Tijuana Slough National Wildlife Refuge
  - Seal Beach National Wildlife Refuge, localizado no Condado de Orange
  - San Diego National Wildlife Refuge
  - Piscinas Vernal

### Parques estaduais e áreas protegidas

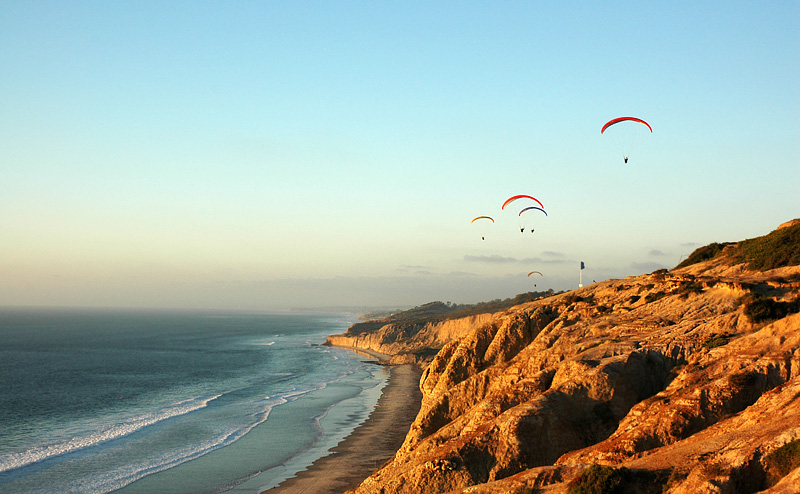
Praia Estadual Torrey Pines.

- Parque Estadual do Deserto de Anza-Borrego (partes estão localizadas no Condado de Imperial e no Condado de Riverside)
- Reserva Estadual Torrey Pines
- Parque Estadual Cuyamaca Rancho
- Parque Estadual Montanha Palomar
- Parque Histórico Estadual San Pasqual Battlefield
- Parque Histórico Estadual Old Town San Diego
- Parque Estadual Border Field
- Reserva Natural de Pesquisa Estuarina do Rio Tijuana
- Praia Estadual San Onofre
- Praia Estadual Moonlight
- Praia Estadual Carlsbad
- Praia Estadual South Carlsbad
- Praia Estadual Leucadia
- Praia Estadual San Elijo
- Praia Estadual Cardiff
- Praia Estadual Torrey Pines
- Praia Estadual Silver Strand

### Reservas indígenas
O Condado de San Diego possui 18 reservas indígenas reconhecidas pelo governo federal, mais do que qualquer outro condado do país. Embora sejam de tamanho típico em relação a outras reservas indígenas da Califórnia (muitas das quais são chamados de "Rancherías"), são relativamente pequenas para os padrões nacionais, e todas juntas possuem um total de 518,5 km² de área.
- Reserva Indígena Barona
- Reserva Indígena Campo
- Reserva Indígena Capitan Grande
- Reserva Indígena Cuyapaipe
- Reserva Indígena Inaja e Cosmit
- Aldeia Indígena Jamul

- Reserva Indígena La Jolla
- Reserva Indígena La Posta
- Reserva Indígena Los Coyotes
- Reserva Indígena Manzanita
- Reserva Indígena Mesa Grande
- Reserva Indígena Pala

- Reserva Indígena Pauma e Yuima
- Reserva Indígena Rincon
- Reserva Indígena San Pasqual
- Reserva Indígena Santa Ysabel
- Reserva Indígena Sycuan
- Reserva Indígena Viejas

### Cidades

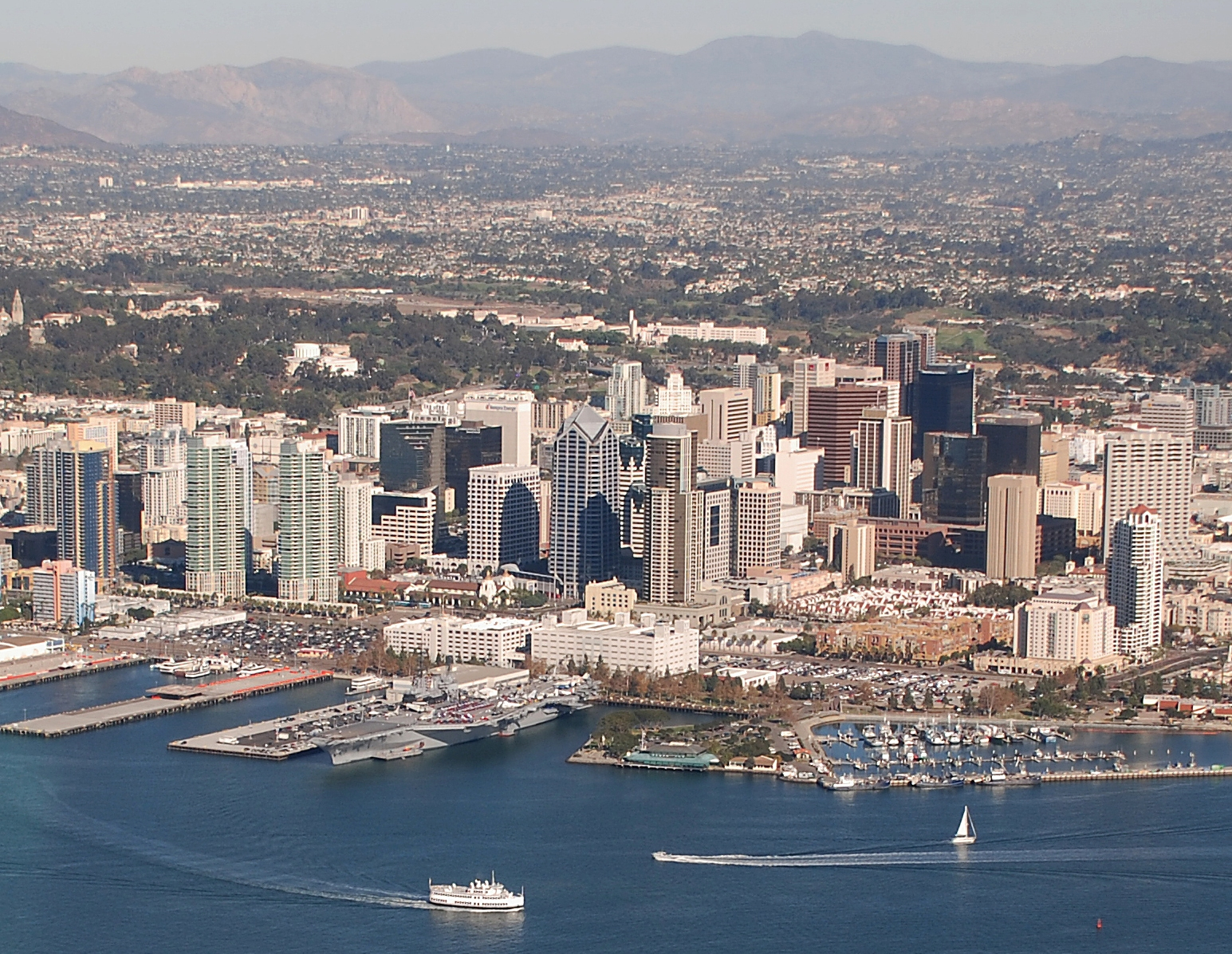
Vista área da cidade de San Diego.

Existem 18 cidades incorporadas no condado de San Diego. Segundo o censo nacional de 2010, as 10 mais populosas são:
| - 1. San Diego 1 307 402 - 2. Chula Vista 243 916 - 3. Oceanside 167 086 - 4. Escondido 143 911 - 5. Carlsbad 105 328 | - 6. El Cajon 99 478 - 7. Vista 93 834 - 8. San Marcos 83 781 - 9. Encinitas 59 518 - 10. National City 58 582 |

## Demografia
Desde 1900, o crescimento populacional médio do condado, a cada dez anos, é de 49,4%.

### Censo 2020
De acordo com o censo nacional de 2020, o condado possui uma população de 3 298 634 habitantes e uma densidade populacional de 302,5 hab/km². Seu crescimento populacional na última década foi de 6,6%, próximo da média estadual de 6,1%. É o segundo condado mais populoso da Califórnia, atrás do condado de Los Angeles, e o quinto mais populoso dos Estados Unidos. É o nono condado mais densamente povoado do estado.
Possui 1 228 505 residências que resulta em uma densidade de 112,7 residências/km² e um aumento de 5,5% em relação ao censo anterior. Deste total, 5,7% das unidades habitacionais estão desocupadas. A média de ocupação é de 2,7 pessoas por residência.

### Censo 2010
Segundo o censo nacional de 2010, o condado possuía uma população de 3 095 313 habitantes e uma densidade populacional de 283,9 hab/km². Haviam 1 164 786 residências que resultava em uma densidade de 106,8 residências/km².
Das 18 localidades incorporadas no condado, San Diego era a mais populosa, com 1 307 402 habitantes, o que representava 42% da população total, enquanto National City era a mais densamente povoada, com 3 107 hab/km². Del Mar era a menos populosa, com 4 161 habitantes. De 2000 para 2010, a população de San Marcos cresceu 52% e a de Coronado reduziu em 21,5%. Apenas 4 cidades possuíam população superior a 100 mil habitantes.

### Censo 2000
Segundo o censo nacional de 2000, existiam 994 677 residências das quais 33,9% tinham crianças com menos de 18 anos, 50,7% eram ocupadas por um casal, 11,6% eram famílias regidas por mulheres sem marido e 33,3% não se agrupavam em família. Residências ocupadas por apenas um indivíduo representavam 24,2% e 7,9% tinham uma única pessoa com 65 anos ou mais de idade. Cada residência era ocupada por 2,73 pessoas, em média; e o tamanho médio de uma família era de 3,29 pessoas.

## Infraestrutura de transportes

### Principais aeroportos
- Aeroporto Internacional de San Diego - Lindbergh Field (SAN)
- Montgomery Field (MYF)
- Aeroporto McClellan-Palomar (CLD ou CRQ) - conhecido como Aeroporto de Carlsbad, Aeroporto de Palomar
- Gillespie Field (SEE)
- Aeroporto Agua Caliente
- Aeroporto Borrego Valley
- Fallbrook Community Airpark
- Aeroporto Municipal de Oceanside
- Aeroporto de Ocotillo
- Aeroporto de Ramona
- Aeroporto Municipal Brown Field

### Principais rodovias
| - Interstate 5 - Interstate 8 - Interstate 15 - Interstate 805 - State Route 15 - State Route 52 | - State Route 54 - State Route 56 - State Route 67 - State Route 75 - State Route 76 - State Route 78 - State Route 79 | - State Route 94 - State Route 125 - State Route 163 - State Route 188 - State Route 282 - State Route 905 |

## Instalações militares

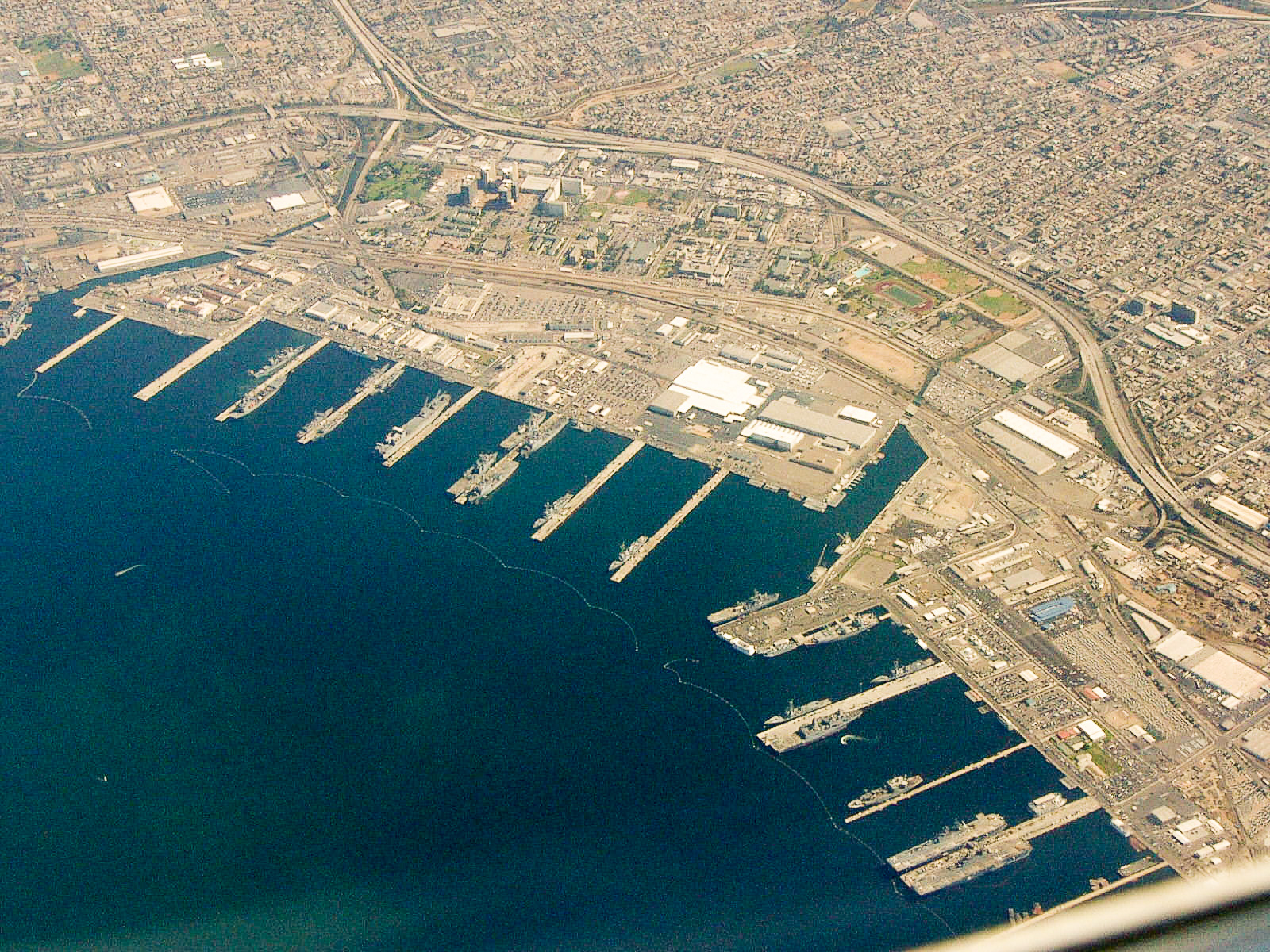
Vista aérea da Base Naval de San Diego.

### Marinha
- Base Aeronaval de North Island
- Base Naval de San Diego
- Base Naval de Point Loma
- Space and Naval Warfare Systems Center San Diego
- Base Naval Amphibious Coronado
- Hospital Naval Bob Wilson, também conhecido como Hospital Naval Balboa

### Fuzileiros Navais
- Corpo de Fuzileiros Navais de Pendleton
- Estação Aérea do Corpo de Fuzileiros Navais Miramar
- Base de Recrutas San Diego

### Guarda costeira
- Estação Aérea da Guarda Costeira de San Diego

## Pontos de interesse

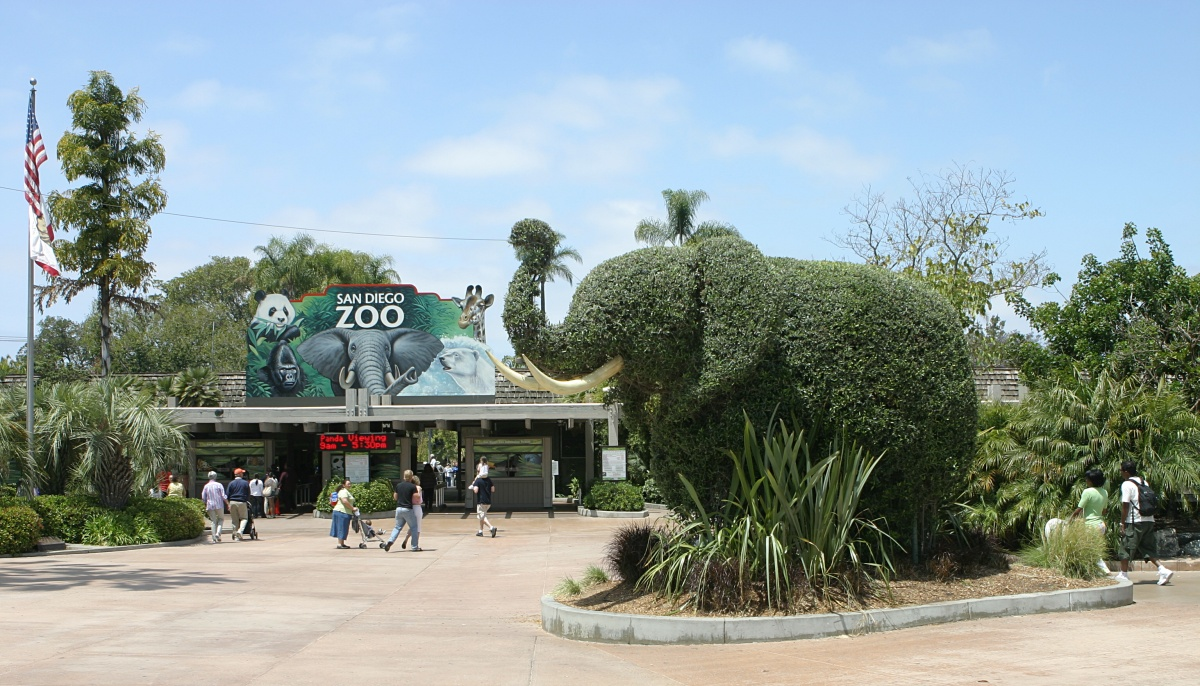
Entrada do Zoológico de San Diego.

### Entretenimento
| - San Diego Wild Animal Park - Zoológico de San Diego - SeaWorld San Diego - Mission Bay | - Parque Balboa - Parque do Presídio, onde está localizado o Presídio de San Diego. - Museu Marítimo de San Diego - Legoland California |

### Outras atrações
| - Observatório de Monte Laguna - Observatório Palomar - Vale Ramona, vinícola americana | - Mission San Diego de Alcalá - Monumento Nacional a Cabrillo - Alta Vista Gardens |